# 円山駅

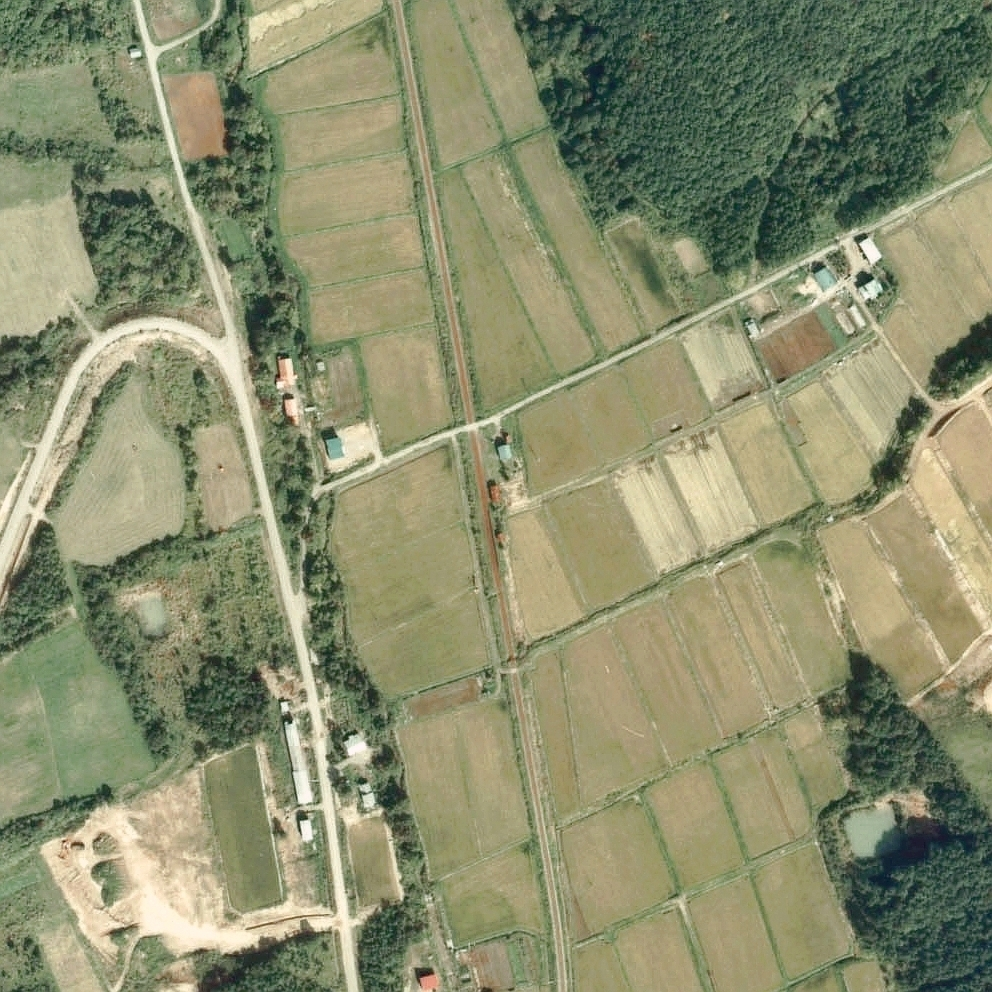
1977年の円山仮乗降場と周囲約500m範囲。上が朱鞠内方面。左に道道875号線が走る。赤錆色の屋根の待合所が見える。

円山駅（まるやまえき）は、北海道（空知支庁）深川市一已町にあった北海道旅客鉄道（JR北海道）深名線の駅（廃駅）である。電報略号はマル。深名線の廃線に伴い1995年（平成7年）9月4日に廃駅となった。

## 歴史
- 1955年（昭和30年）8月20日 - 日本国有鉄道深名線の円山仮乗降場（局設定）として開業[2]。
- 1987年（昭和62年）4月1日 - 国鉄分割民営化によりJR北海道に継承[1]。同時に駅に昇格し、円山駅となる[1]。
- 1990年（平成2年）3月10日 - 営業キロ設定[1]。
- 1995年（平成7年）9月4日 - 深名線の廃線に伴い廃止となる[2]。

### 駅名の由来
附近の山名から。

## 駅構造
廃止時点で、単式ホーム1面1線を有する地上駅であった。ホームは線路の東側（名寄方面に向かって右手側）に存在した。分岐器を持たない棒線駅となっていた。
仮乗降場に出自を持つ無人駅となっており、駅舎は無いがホーム中央部分に待合所を有していた。

## 利用状況
- 1992年度（平成4年度）の1日乗降客数は2人[3]。

## 駅周辺
周囲は水田で、民家も数軒の閑散とした場所にあった。
- 北海道道875号多度志一已線
- 円山 - 駅の西[4]。
- ジェイ・アール北海道バス深名線「円山」停留所

## 駅跡
2011年（平成23年）時点では駅関連施設はすべて撤去されているが、ホームがあったと思われる場所に土盛りが残存し、ホーム傍にあったオンコ（イチイ）の木が成長していた。
2010年（平成22年）時点で駅跡近辺の線路跡は道路（農道）に転用されている。

## 隣の駅
北海道旅客鉄道
深名線
深川駅 - 円山駅 - 上多度志駅